# Chien créole
Le chien créole est une race de chiens non reconnue, originaire des Antilles françaises.

## Origines
L'histoire du chien créole est ancienne. Issu de nombreux croisements entre animaux errants, il est finalement dressé au XVIIe siècle pour surveiller et rattraper les esclaves sur plusieurs îles des Antilles : Martinique, Guadeloupe et Saint-Martin.
La race n'est pas reconnue par la Fédération cynologique internationale (FCI), malgré des tentatives pour une reconnaissance officielle.

## Description
C'est un chien de taille moyenne, typé berger. Il pèse entre 10 et 20 kg et mesure moins de 50 cm. Sa robe est de couleur sable, noire, ou marron avec le museau noir. Ses oreilles sont souvent pendantes. Bien adapté au climat antillais, il est résistant aux maladies tropicales mais est sensible à la spirocercose, une maladie due à des vers parasites, mortelle pour le chien.
Affectueux et d'un caractère espiègle, c'est un chien qui a besoin de grands espaces.

## Problème de prolifération
De nombreux chiens errants des îles sont des chiens créoles. Ayant un fort instinct de prédation, leur prolifération pose de nombreux soucis avec des attaques sur d'autres animaux, domestiques et sauvages. Les associations de protection animale sont débordées. La stérilisation des animaux et les adoptions sur place sont insuffisantes. Une autre solution est l'envoi de chiens vers la France métropolitaine pour y être adoptés. Au départ de la Guadeloupe, près de 2 000 animaux sont envoyés tous les ans vers l'Hexagone.

## Dans la culture populaire
- Maguy Bibrac (ill. Thierry Jwaluka Martel), Histoire d'Ougga, chien créole, Pointe-à-Pitre, Éditions Jasor, 2001, 157 p.